# Diarmuid Downs
Sir Diarmuid Downs CBE, KSG, FRS, FREng, FIMechE (23. April 1922 – 12. Februar 2014) war ein britischer Automobil-Ingenieur.

## Frühjahre
Downs wurde 1922 in London geboren, wo sein Vater ein kleines Ingenieurbüro führte, welches Ausrüstung für die Ölindustrie herstellte. Downs besuchte die katholische Gunnersbury-Schule und das Regent Street Polytechnic in London. Anschließend studierte er am Northampton Engineering College in London, wo er 1942 seinen Abschluss mit Auszeichnung machte. Er erhielt ein Postgraduierten-Stipendium für weitere Forschungs- und Studienarbeiten, die er bei Ricardo and Co begann.

## Karriere
Während seiner ersten 15 Jahre bei Ricardo and Co, zunächst als Student, dann als Mitarbeiter und ab 1947 als Leiter der Abteilung für Benzinmotoren, beschäftigte sich Downs mit der grundlegenden Untersuchung abnormaler Verbrennungsphänomene im Benzinmotor, was zu einem besseren Verständnis der Probleme des Klopfens und der Vorzündung führte.
Downs wurde 1957 in den Vorstand von Ricardo berufen. Zehn Jahre später wurde er zum Geschäftsführer ernannt und blieb in dieser Position bis 1984. Von 1976 bis 1987 war er Vorsitzender im Vorstand des Unternehmens.
Downs war 1978 Präsident der Institution of Mechanical Engineers und von 1978 bis 1980 Präsident der FISITA, der Internationalen Vereinigung von Automobilingenieurs-Verbänden. Im Jahr 1985 wurde er zum Fellow der Royal Society ernannt. Außerdem wurde er zum Fellow der Royal Academy of Engineering.
Ausführliche bibliographische Memoiren können auf der Website der Royal Society gefunden werden.